# Coventry City FC
Coventry City FC är en engelsk professionell fotbollsklubb i Coventry, grundad 1883. Klubbens smeknamn är The Sky Blues ("De himmelsblå"). Klubben spelar sedan säsongen 2020/2021 i Championship.

## Historia
Klubben bildades av arbetare på en cykelfabrik och fick då namnet Singers FC efter fabrikens namn. Tio år senare blev klubben professionell och 1898 bytte man namn till Coventry City FC. 1899 flyttade man till Highfield Road, där man kom att spela de närmaste 106 åren. Tidigare hade klubben spelat sina hemmamatcher på Dowells Field och, från och med 1887, Stoke Road.

Klubbens ligaplaceringar från och med 1919.

Under de tidigaste åren nådde klubben flera framgångar. Man vann bland annat Birmingham Junior Cup två år i rad, innan man 1894 gick med i Birmingham League. 1908 gick Coventry med i Southern League, och efter första världskriget blev man medlemmar i The Football League. Första säsongen i ligan, 1919/20, slutade Coventry på 20:e plats i Second Division. Även de följande åren höll man till i botten av tabellen, innan man 1925 åkte ned i Third Division North. Under slutet av 1920-talet och början av 1930-talet var Coventry mestadels ett mittenlag i Third Division. Man hade dock skyttekungen Clarrie Burton i laget, som bland annat gjorde 40 mål två säsonger i rad. I mitten av 1930-talet började laget klättra i tabellen, och 1936 tog man steget upp i Second Division. De två sista säsongerna innan andra världskriget (1937/38 och 1938/39) var laget nära att gå upp i First Division, men man slutade på fjärde plats båda gångerna. Efter kriget hade Coventry flera tunga år. 1952 åkte laget ned i Third Division och sex år senare åkte man ned i Fourth Division.
Besöket i Fourth Division blev dock kortvarigt, och 1960-talet skulle komma att bli ett framgångsrikt årtionde för Coventry. Jimmy Hill anställdes som tränare 1961. Samtidigt lanserades en ny himmelsblå matchtröja och klubben fick smeknamnet The Sky Blues. 1962/63 gick Coventry till kvartsfinal i FA-cupen, där man förlorade mot Manchester United. Året efter gick man upp i Second Division och ytterligare tre år senare gick man upp i First Division för första gången. Seriesegern säkrades mot Wolverhampton Wanderers inför rekordpubliken 51 455 åskådare på Highfield Road. Laget lyckades precis undvika nedflyttning de två första åren, men säsongen 1969/70 kom man på sjätte plats i ligan, vilket är Coventrys bästa placering någonsin.
1986/87 ledde tränaren John Sillett Coventry till en överraskande seger i FA-cupfinalen över Tottenham Hotspur med 3–2 efter förlängning. 1988/89 kom man på sjunde plats i ligan – före lag som Manchester United och Tottenham Hotspur. Sedan började det dock gå sämre, och i november 1990 fick Sillett sparken. Terry Butcher kom in som spelande tränare, men han fick sparken i januari 1992. Don Howe ledde laget under resten av säsongen och inför säsongen 1992/93 tog Bobby Gould över. Coventry slutade på 16:e plats i den första säsongen av Premier League. Hösten 1993 började laget bra, och man hoppades kunna ta en plats i Uefacupen, men laget sjönk i tabellen och Gould sade upp sig i december 1993. Han ersattes av den förra Liverpoolbacken Phil Neal, som tog laget till en elfteplats. Trots värvningen av anfallaren Dion Dublin kämpade Coventry åter i botten, och Neal avgick i februari 1995. Ron Atkinson kom in i hans ställe och värvade Leeds Uniteds mittfältare Gordon Strachan samt Aston Villas Kevin Richardson. Atkinson lyckades hålla kvar Coventry i Premier League innan han blev ny sportchef i november 1996. Gordon Strachan tog över, och klubben höll sig kvar i Premier League till 2001, då man efter 34 år åkte ur högstadivisionen.
Säsongen 2001/02 började inte bra, och Strachan fick sparken och ersattes av Roland Nilsson, som fick vara kvar säsongen ut. Nilsson efterträddes av Liverpoolmittfältaren Gary McAllister. Säsongen 2002/03 började bra, men av de 20 sista matcherna vann man bara en och slutade på 20:e plats. McAllister avgick i januari 2004, och assisterande tränaren Eric Black tog över för resten av säsongen. Ny tränare inför säsongen 2004/05 blev Peter Reid, men han lämnade klubben i januari 2005, och ersattes av Micky Adams. 2004/05 slutade Coventry på 19:e plats i The Championship.
Coventry City spelade sina hemmamatcher på Highfield Road fram till 2005. Inför säsongen 2005/06 flyttade klubben in i den nybyggda Ricoh Arena i Rowley's Green, en stadsdel i norra delen av Coventry. Queens Park Rangers stod för motståndet vid den första matchen på arenan den 20 augusti 2005 som Coventry vann med 3–0. Första säsongen på den nya arenan (2005/06) slutade laget åtta i The Championship, men de följande fem säsongerna kom laget aldrig bättre än 17:e och säsongen 2011/12 slutade med nedflyttning till League One. Under säsongen 2012/13 i League One slutade Coventry på 15:e plats trots att klubben ådrog sig ett tiopoängsavdrag för de ekonomiska bekymmer man hamnat i. När säsongen 2013/14 inleddes fick klubben ett nytt tiopoängsavdrag. Samtidigt hade man hamnat i en hyrestvist med ägarna till Ricoh Arena vilket medförde att klubbens ägare då valde att spela sina hemmamatcher på Sixfields Stadium i Northampton, en stad på drygt 50 kilometers avstånd från Coventry. Åskådarantalet vid hemmamatcherna föll därför drastiskt, snittet minskade från 10 906 2012/13 till 2 348 2013/14. Efter en ojämn säsong med en svag avslutning slutade Coventry City på 18:e plats vilket innebar klubbens sämsta ligaplacering sedan 1959.
Den 21 augusti 2014 meddelade Coventry City att man från och med matchen mot Gillingham den 5 september skulle återvända till Ricoh Arena. Matchen mot Gillingham vanns av Coventry med 1–0 inför 27 306 åskådare. Säsongen 2016/17 vann klubben EFL Trophy för första gången, men å andra sidan åkte man ur League One och ned till fjärdedivisionen League Two. Där kom Coventry sexa första säsongen och lyckades vinna playoff och komma tillbaka till League One direkt.

## Spelare

### Spelartrupp
| 1  | Sverige | Oliver Dovin    | 11 juli 2002     | Hammarby IF (-24)            |
| 13 | England | Ben Wilson      | 9 augusti 1992   | Bradford City (-19)          |
| 19 | England | Carl Rushworth  | 2 juli 2001      | Brighton & Hove Albion (-25) |
| 40 | England | Bradley Collins | 18 februari 1997 | Barnsley (-23)               |

| 3  | Wales         | Jay Dasilva         | 22 april 1998     | Bristol City (-23) |
| 4  | England       | Bobby Thomas        | 30 januari 2001   | Burnley (-23)      |
| 15 | England       | Liam Kitching       | 25 september 1999 | Barnsley (-23)     |
| 20 | England       | Kaine Kesler-Hayden | 23 oktober 2002   | Aston Villa (-25)  |
| 21 | England       | Jake Bidwell        | 21 mars 1993      | Swansea City (-22) |
| 22 | Jamaica       | Joel Latibeaudiere  | 6 januari 2000    | Swansea City (-23) |
| 27 | Nederländerna | Milan van Ewijk     | 8 september 2000  | Heerenveen (-23)   |
| 33 | Spanien       | Miguel Ángel Brau   | 27 december 2001  | Granada (-25)      |

| 5  | England | Jack Rudoni        | 14 juni 2001    | Huddersfield Town (-24) |
| 6  | England | Matt Grimes        | 15 juli 1995    | Swansea City (-25)      |
| 7  | Japan   | Tatsuhiro Sakamoto | 22 oktober 1996 | KV Oostende (-23)       |
| 8  | England | Jamie Allen        | 29 januari 1995 | Burton Albion (-19)     |
| 14 | England | Ben Sheaf          | 5 februari 1998 | Arsenal (-21)           |
| 28 | England | Josh Eccles        | 6 april 2000    | Coventry City FC        |
| 29 | Danmark | Victor Torp        | 30 juli 1999    | Sarpsborg 08 (-24)      |
| 54 | Wales   | Kai Andrews        | 6 augusti 2006  | Coventry City FC        |

| 9  | England             | Ellis Simms              | 5 januari 2001    | Everton (-23)              |
| 10 | England             | Ephron Mason-Clark       | 25 augusti 1999   | Peterborough United (-24)  |
| 11 | USA                 | Haji Wright              | 27 mars 1998      | Antalyaspor (-23)          |
| 17 | Australien          | Raphael Borges Rodrigues | 11 september 2003 | Macarthur FC (-24)         |
| 23 | Ghana               | Brandon Thomas-Asante    | 29 december 1998  | West Bromwich Albion (-24) |
| 36 | Trinidad och Tobago | Justin Obikwu            | 8 februari 2004   | Coventry City FC           |
| 37 | Belgien             | Norman Bassette          | 9 november 2004   | Caen (-24)                 |

Not: Spelare i kursiv stil är inlånade.

### Utlånade spelare
| Nr | Land | Pos | Namn |
| -- | ---- | --- | ---- |

| Nr | Land | Pos | Namn |
| -- | ---- | --- | ---- |

### Svenska spelare
| Namn             | Årtal                | Matcher | Mål |
| ---------------- | -------------------- | ------- | --- |
| Roland Nilsson   | 1997–1999, 2001–2002 | 69      | 0   |
| Magnus Hedman    | 1997–2002            | 134     | 0   |
| Tomas Antonelius | 1999–2002            | 15      | 0   |
| Viktor Gyökeres  | 2021–2023            | 91      | 38  |
| Oliver Dovin     | 2024–                | 30      | 0   |

Notera att endast ligamatcher är medräknade.

## Meriter

### Liga
- Premier League eller motsvarande (nivå 1): Sexa 1969/70 (högsta ligaplacering)
- The Championship eller motsvarande (nivå 2): Mästare 1966/67
- League One eller motsvarande (nivå 3): Mästare 1935/36 (South), 1963/64

### Cup
- FA-cupen: Mästare 1986/87
- EFL Trophy: Mästare 2016/17
- Third Division South Cup: Mästare 1935/36
- Birmingham Senior Cup: Mästare 1910/11, 1922/23, 2006/07
- Southern Professional Floodlit Cup: Mästare 1959/60